# Безклинська Ганна Яківна
Ганна Яківна Безклинська (нар. 25 лютого 1927, село Піщане, тепер Кременчуцького району Полтавської області — ?) — українська радянська діячка, новатор сільськогосподарського виробництва, свинарка, завідувач свиноферми, старший зоотехнік колгоспу імені Горького (імені Мічуріна) Кременчуцького району Полтавської області. Депутат Верховної Ради УРСР 6—7-го скликань.

## Біографія
Народилася в селянській родині. Батько загинув на фронтах Другої світової війни.
У 1945 році закінчила семирічну сільську школу.
З 1945 року — колгоспниця, свинарка колгоспу імені Молотова села Піщаного Кременчуцького району Полтавської області. Одержувала по 20—22 ділових поросят від свиноматки щороку.
З 1950 по 1963 рік — завідувач свиноферми колгоспу імені Молотова (з 1957 року — імені Горького) села Піщаного Кременчуцького району Полтавської області. Ударник комуністичної праці.
Без відриву від виробництва закінчила Хомутецький зооветеринарний технікум Полтавської області.
Член КПРС з 1961 року.
З 1963 року — старший зоотехнік колгоспу імені Мічуріна села Піщаного Кременчуцького району Полтавської області.
Заочно закінчила Полтавський сільськогосподарський інститут.
Потім — на пенсії у селі Піщаному Кременчуцького району Полтавської області.

## Нагороди
- орден Трудового Червоного Прапора
- орден «Знак Пошани»
- чотири медалі ВДНГ СРСР
- медалі